# San Saba (Texas)
San Saba es una ciudad ubicada en el condado de San Saba en el estado estadounidense de Texas. En el Censo de 2010 tenía una población de 3099 habitantes y una densidad poblacional de 583,96 personas por km².

## Historia
Recibe su nombre del río San Saba, que a su vez fue nombrado en honor a Sabas el Santificado por el gobernador de la Texas española Antonio Bustillo y Ceballos en 1731, debido a que él junto sus tropas explorando al este del río Colorado (Texas) se lo toparon en el día de San Sabas llamándolo "Río de San Sabas de las Nueces", a orillas del cual sería fundada en 1757 la Misión Santa Cruz de San Sabá.

## Geografía
Según la Oficina del Censo de los Estados Unidos, San Saba tiene una superficie total de 5.31 km², de la cual 5.31 km² corresponden a tierra firme y 0 km² (0 %) es agua.
Se encuentra a 105 millas (169 km) al noroeste de Austin, la capital de Texas.

## Demografía
Según el censo de 2010, había 3099 personas residiendo en San Saba. La densidad de población era de 583,96 hab./km². De los 3099 habitantes, San Saba estaba compuesto por el 76.96 % blancos, el 5.65 % eran afroamericanos, el 0.84 % eran amerindios, el 0.26 % eran asiáticos, el 0 % eran isleños del Pacífico, el 14.81 % eran de otras razas y el 1.48 % pertenecían a dos o más razas. Del total de la población el 42.11 % eran hispanos o latinos de cualquier raza.